# Adelphoe

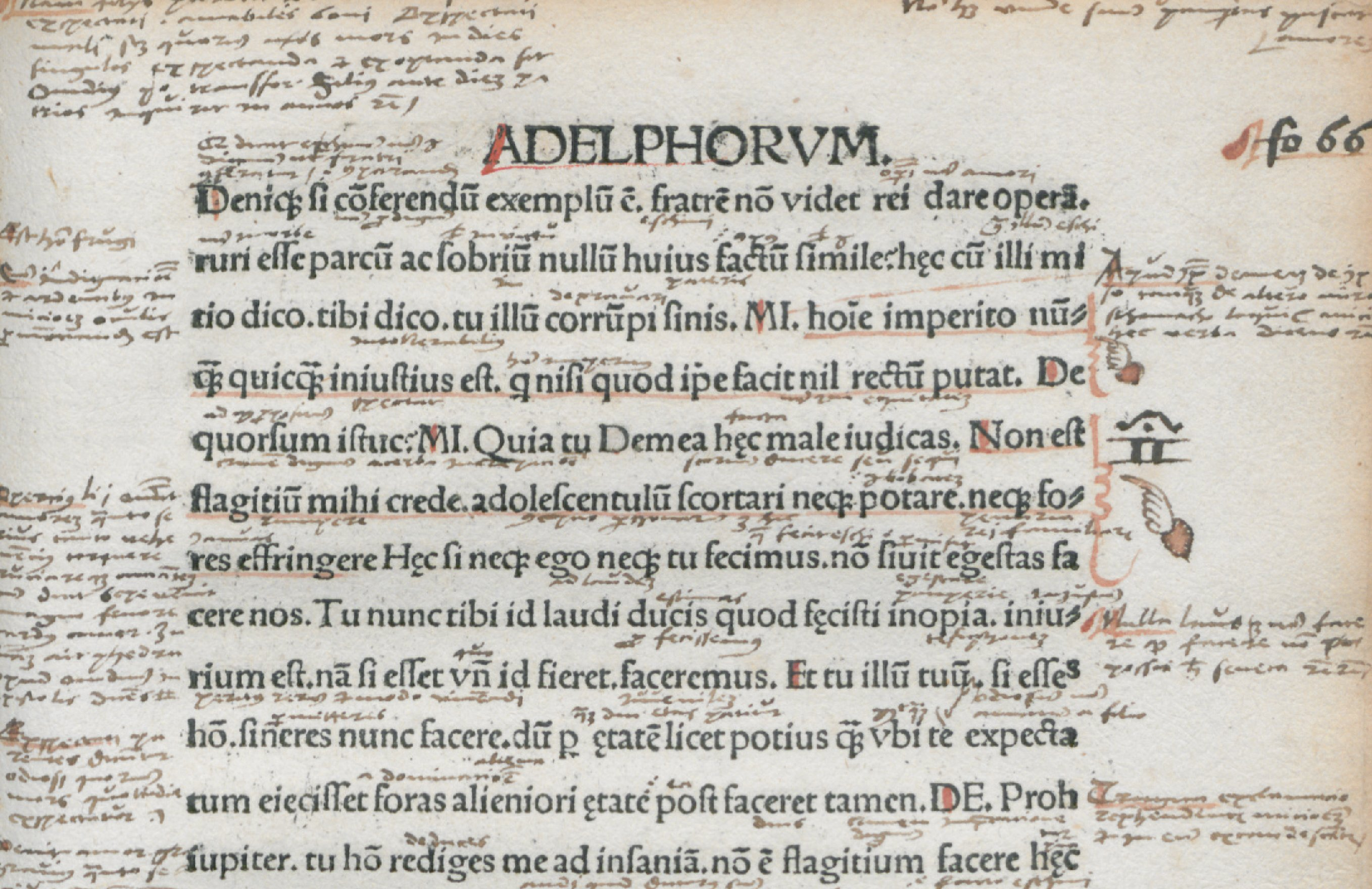
Annotated page of Terence's Adelphoe.

  Adelphoe  é uma comédia de Terêncio, que serviu de inspiração para Molière em L'école des maris, de 1661.